# Гечевич, Лев Викентьевич
Лев Викентьевич Гечевич (Гечан-Гечевич) (1805—1874) — генерал-лейтенант, участник Крымской войны, теоретик военно-кавалерийского дела.

## Биография
Лев Гечевич родился в 1805 году в семье сенатора Викентия Ивановича Гечевича. По окончании Минской гимназии служил канцеляристом со 2 августа 1821 года до 18 марта 1824 года в Минском губернском правлении.
14 сентября 1825 года поступил унтер-офицером в лейб-гвардии Подольский кирасирский полк, 28 ноября 1825 г. переименован в юнкеры и 3 июня 1827 г. произведён в корнеты.
В 1831 г. во время Польского восстания участвовал в сражениях при Грохове, Ново-Минске, на Понарских высотах под Вильной и при Калише и за отличие в них награждён в 1832 г. орденами св. Анны 3-й степени с бантом и св. Станислава 3-й степени и польским знаком отличия за военные достоинства 4-й степени.
10 декабря 1831 г. назначен адъютантом к начальнику 2-й легкой гвардейской кавалерийской дивизии генерал-лейтенанту Кноррингу с переводом в лейб-гвардии Гусарский полк. В чине поручика (со 2 апреля 1833 г.) назначен старшим адъютантом сначала той же дивизии (18 марта 1834 г.), а затем в штаб гвардейского резервного кавалерийского корпуса (7 июня 1836 г.).
В 1836 г. составил книгу: «Выписка из узаконений преимущественно к управлению отдельного гвардейского корпуса относящихся», за которую получил награду в 1000 рублей.
20 марта 1837 г. назначен в должность дежурного штаб-офицера того же штаба с переводом в лейб-кирасирский Наследника Цесаревича полк ротмистром, а 6 февраля 1838 г. утверждён в ней с производством в майоры и зачислением по армейской кавалерии.
13 января 1839 г. назначен редактором устава о кавалерийском деле и занимал эту должность до производства в генералы в 1851 г. 14 апреля 1840 г. произведен в подполковники. 23 декабря 1842 г. назначен правителем дел временного комитета под председательством великого князя Михаила Павловича, учрежденного для рассмотрения и составления проекта о введении в гвардейской кавалерии общего ремонтирования. 17 сентября 1844 г. переведён в лейб-гвардии Уланский полк, 6 декабря того же года произведён в полковники и 31 августа 1845 г. назначен адъютантом к великому князю Михаилу Павловичу. По кончине его назначен 19 сентября 1849 г. флигель-адъютантом и в том же году командирован в Вятскую губернию для наблюдения за рекрутским набором.
6 декабря 1851 г. произведён в генерал-майоры с назначением в Свиту Его Величества. В течение 1850—1853 гг. Гечевич ежегодно сопровождал императора Николая I во время его поездок в Варшаву для смотра войск, а также был с ним в 1850 г. в Сувалках, Чугуеве и Белой Церкви, в 1851 г. — в Елисаветграде, в 1852 г. — в Чугуеве и Елисаветграде. Кроме того, неоднократно был посылаем для осмотра различных кавалерийских частей. В 1852 г. осматривал конские заводы в Южной России и в 1853 г. — на Дону.
Гечевич принимал близкое участие в различных преобразованиях по военной части, особенно в кавалерии, состоя производителем дел комитета для составления положения о ремонтировании лошадьми армейской кавалерии (в 1851—1852 гг.) и комитета о ремонтировании полевой артиллерии (в 1852 г.), членом и производителем дел комитета для составления предположения об учреждении кавалерийской академии (в 1854 г.), членом комитетов для составления устава о кавалерийской службе (в 1854 г.) и для улучшений по военной части (в 1855 г.).
С 8 марта по 12 апреля 1855 г. находился в осажденном союзниками Севастополе в распоряжении командующего русскими войсками в Крыму князя М. Д. Горчакова, а осенью того же года сопровождал императора Александра II в поездке в Николаев.
22 ноября 1857 г. Гечевич назначен состоять при главнокомандующем 1-й армией, и местом службы его стала Варшава. С момента производства в генерал-майоры он был награждён орденами св. Владимира 3-й степени (1851 г.), св. Георгия 4-й степени за 25 лет беспорочной службы в офицерских чинах (26 ноября 1851 г., № 8597 по списку Григоровича — Степанова), св. Станислава 1-й степени (1854 г.) и св. Анны 1-й степени (1859 г.).
1 марта 1861 г. наместник Царства Польского князь Горчаков назначил его 14 марта членом комиссии внутренних и духовных дел царства, на что в тот же день последовало Высочайшее соизволение.
28 апреля 1861 г. Гечевич произведён в генерал-лейтенанты. В этом же году он был некоторое время председателем комиссии внутренних и духовных дел, а затем был назначен исправляющим дела председателя главной дирекции земельных кредитных установлений Царства Польского.
Гечевич умер 5 августа 1874 г.
Гечевич напечатал следующие статьи:
- «Об отношениях покупки ремонтов к современному состоянию нашего коннозаводства» // «Военный сборник», 1859 г., № 8
- «О направлении настоящего образования армейской кавалерии» // «Военный сборник», 1895 г., № 12
- «Поземельный кредит и земские банки» // «Русский вестник», 1860 г., № 9—11, и 1861 г., № 5
- «О различных системах податей» // «Русский вестник», 1862 г., № 8—12
- «Несколько слов по поводу статьи г. Безобразова „О денежном обращении в России“» // «Русский вестник», 1864 г., № 4
- В «Русской старине» за 1899 г. (т. 100, с. 135—150) напечатаны письма Гечевича к одной высокопоставленной особе, важные для истории Царства Польского.

Кроме того Гечевич активно сотрудничал в качестве редактора и журналиста с «Военным сборником» (по вопросам боевого использования кавалерии) и «Русским вестником» (по военным и экономическим вопросам).
Гечевич был женат на Варваре (Памеле) Игнатьевне Хобржинской и имел дочь Луизу и сына Леонтия.